# فار وست (فیلم)
«فار وست» (فرانسوی: Le Far West‎) یک فیلم به کارگردانی ژاک برل است که در سال ۱۹۷۳ منتشر شد.

## بازیگران
- شارل ژرار
- کلود للوش
- ژاک برل
- ژولیت گرکو
- لینو ونتورا
- میشل پیکولی